# Яковац, Франьо
Франьо Яковац (хорв. Franjo Jakovac; род. 24 января 1961, Мркопаль, Приморско-Горанская жупания) — югославский биатлонист. Участник зимних Олимпийских игр 1984 года.

## Биография
Франьо Яковац родился 24 января 1961 года в югославском городе Мркопаль (сейчас в Хорватии).
Выступал в соревнованиях по биатлону за клуб «Мркопаль».
В 1984 году вошёл в состав сборной Югославии на зимних Олимпийских играх в Сараево. В эстафете 4х7,5 км сборная Югославии, за которую также выступали Андрей Ланишек, Юре Велепец и Зоран Чосич, заняла последнее, 17-е место, показав результат 1 час 54 минуты 13,8 секунды и уступив 15 минут 22,1 секунды завоевавшей золото сборной СССР.
В 2000-е годы выступал в международных ветеранских соревнованиях под эгидой EFNS — организации, под эгидой которой проводятся европейские турниры по лесному биатлону, входил в сборную страны.